# Felipe Ferré
Felipe Ferré  (Bogotá, 13 de septiembre de 1934) es un fotógrafo francés, nacido en Colombia.
Nació el 13 de septiembre de 1934 en Bogotá, sus padres eran el químico catalán Gabriel Ferré y la francesa Elisabeth Marie Joseph, con siete años ayudaba a su padre a hacer fotografías y revelarlas. Cuando murió su padre en 1946  se quedaron en una difícil situación económica y tuvo que realizar diversos trabajos antes de poder emigrar a Francia, en 1961 se instaló en París. Aunque en un principio continúo sus estudios musicales en 1964 comenzó a dedicarse a la fotografía por Francia y Alemania.
Su trabajo fotográfico sobre los espacios arquitectónicos es el más conocido, entre ellos se encuentran su reportaje sobre París y otro sobre los cafés en 1991. En noviembre de 2007 realizó una exposición de retratos de Fernando Botero en la Galería Andrée Macé de París.